# Grandola ed Uniti
Grandola ed Uniti là một đô thị ở tỉnh Como trong vùng Lombardia, có cự ly khoảng 60 kilômét (37 mi) về phía bắc của Milano và khoảng 25 kilômét (16 mi) về phía đông bắc của Como. Tại thời điểm ngày 31 tháng 12 năm 2004, đô thị này có dân số 1.281 người và diện tích là 17,3 km².
Grandola ed Uniti giáp các đô thị: Bene Lario, Carlazzo, Cusino, Garzeno, Lenno, Menaggio, Mezzegra, Plesio, Tremezzo.